# Oluchi Onweagba
Oluchi Onweagba-Orlandi, née Oluchi Onweagba à Lagos le 1er août 1980, est un mannequin nigérian.

## Biographie
Fille d'un fonctionnaire et d'une infirmière, elle grandit dans la banlieue de Lagos avec ses deux frères et sœurs. Son nom signifie Œuvre de Dieu dans la langue igbo.
En 1998, âgée de seize ans, elle participe et gagne le premier concours continental de la mode Face of Africa , organisé par la télévision sud-africaine M Net en collaboration avec l'agence Elite Model Management. C'est le début de sa carrière comme mannequin,,.
Elle fait ses débuts sur les podiums de Marc Bouwer. Puis, au fil des années, elle est sollicitée pour les défilés de mode pour Chanel, Dior, Etro, Gucci, Christian Lacroix, Nina Ricci, Alessandro Dell'acqua, Tommy Hilfiger, Helmut Lang, Bottega Veneta, Givenchy, Carolina Herrera, Fendi, John Galliano, Kenzo, Giorgio Armani, Kenneth Cole, Anna Sui, Hanae Mori , et d'autres dans les capitales de la mode (Tokyo, New York, Milan, Paris, Londres),.
Elle est aussi présente sur la couverture ou dans les pages de plusieurs magazines, dont i-D, Vogue, Allure, Elle, Surface, Cosmopolitan ou Marie Claire. Elle travaille avec des photographes comme Steven Meisel, Nick Knight , et de Patrick Demarchelier, et est le visage de campagnes de Gianfranco Ferré, Gap, Coca-Cola, Lancôme, L'Oréal, H&M, mais aussi, notamment,  de Victoria's Secret et de Sports Illustrated. Pour Sports Illustrated Swimsuit Question, elle est ainsi mise à contribution de 2005 à 2008,. En 2004, elle fait également une apparition  dans le film Coup d'éclatl. En 2002, 2003, 2005, 2006, 2007, elle participe au Victoria's Secret Fashion Show,,.
Elle est mariée depuis 2005 avec le styliste et entrepreneur italien Luca Orlandi de Luca Luca,,, . Ils ont un fils, Ugo Ugochukwu, évoluant en sport automobile.
En 2008, elle fonde en Afrique, sa propre agence de mannequins OModel Afrique, avec des bureaux à Johannesbourg et au Cap,. La gagnante de l'émission M-Net Face of Africa en 2008, Kate Tachie-Menson, signe un contrat de mannequinat avec OModel Afrique. Oluchi Onweagba est également animatrice et membre du jury de plusieurs émissions de mannequins et notamment de l'émission Africa's Next Top Model..